# Mimetes fimbriifolius
Mimetes fimbriifolius är en tvåhjärtbladig växtart som beskrevs av Joseph Knight. Mimetes fimbriifolius ingår i släktet Mimetes och familjen Proteaceae. Inga underarter finns listade i Catalogue of Life.